# Adolphia
Adolphia är ett släkte av brakvedsväxter. Adolphia ingår i familjen brakvedsväxter.
Kladogram enligt Catalogue of Life:
| Adolphia | \| \| Adolphia californica \| \| \| \| \| \| Adolphia infesta \| \| \| \| |
|          | \| \| Adolphia californica \| \| \| \| \| \| Adolphia infesta \| \| \| \| |
|          | Adolphia californica                                                      |
|          |                                                                           |
|          | Adolphia infesta                                                          |
|          |                                                                           |